# Мирне (Миргородський район)
Ми́рне (до 2024 року — Декабристів) —  селище в Україні, у Великосорочинській сільській громаді Миргородського району Полтавської області. Населення становить 469 осіб. Колишній орган місцевого самоврядування — Великобайрацька сільська рада.

## Географія
Селище Мирне знаходиться за 1,5 км від села Великий Байрак.
Через село проходить кілька іригаційних каналів.

## Історія
19 вересня 2024 року Верховна Рада підтримала перейменування селища Декабристів на Мирне. 26 вересня 2024 року перейменування набуло чинності.

## Економіка
- Дослідне господарство «Ім. Декабристів».

## Об'єкти соціальної сфери
- Дитячий садочок.
- Школа.